# Exporural
A Exporural é uma feira de exposições agropecuárias que ocorre anualmente no mês de agosto na cidade de Salvador, na Bahia, Brasil. Tem como local o Parque de Exposições, onde são apresentadas animais, entre bovinos, eqüinos, caprinos, ovinos e pequenos animais, além da realização de leilões envolvendo raças que estarão em exposição, julgamento de animais, concurso leiteiro, passeios de cavalos e charretes, feira de artesanato, espaço para diversão, visitas escolares guiadas e stands de empresas relacionadas ao setor agropecuário.